# Красный (Багаевский район)
Кра́сный — хутор в Багаевском районе Ростовской области.
Административный центр Красненского сельского поселения.

## География
Хутор находится на левом берегу реки Маныч, на расстоянии 20 км к югу от станицы Багаевская, административного центра района.

## История
В 1933 году хутор получил наименование Красный.

## Население
| 1989 | 2002  | 2010  |
| ---- | ----- | ----- |
| 1589 | ↗1716 | ↗1774 |

## Улицы
| - ул. Заречная, - ул. Зелёная, - пер. Казачий, - ул. Короткая, - ул. Кужниковская, - пер. Лесной, | - ул. Луговая, - ул. Мальчевская, - ул. Медиков, - ул. Мира, - ул. Молодёжная, - ул. Набережная, | - ул. Новая, - ул. Полевая, - ул. Садовая, - пер. Светлый, - ул. Степная, - пер. Тенистый, | - пер. Узкий, - ул. Центральная, - пер. Широкий, - пер. Школьный, - ул. Юбилейная, - пер. Южный. |

## Известные уроженцы
- Шкрылёв, Тимофей Калинович (1904—1962) — советский военачальник, генерал-майор, Герой Советского Союза.

## Археология
Территория Ростовской области была заселена еще в эпоху неолита. Люди, живущие на древних стоянках и поселениях у рек, занимались в основном собирательством и рыболовством. Степь для скотоводов всех времён была бескрайним пастбищем для домашнего рогатого скота. От тех времен осталось множество курганов с захоронениями  жителей этих мест. Курганы и курганные группы находятся на государственной охране.
Поблизости от территории хутора Красный Багаевского района расположено несколько достопримечательностей – памятников археологии. Они охраняются в соответствии с Федеральным законом от 25.06.2002 N 73-ФЗ «Об объектах культурного наследия (памятниках истории и культуры) народов Российской Федерации», Областным законом от 22.10.2004 N 178-ЗС "Об объектах культурного наследия (памятниках истории и культуры) в Ростовской области", Постановлением Главы администрации РО от 21.02.97 N 51 о принятии на государственную охрану памятников истории и культуры Ростовской области и мерах по их охране и др. 
- Группа из четырнадцати курганов «Красный-I», находится в северо-западной части хутора Красный.
- Группа из 11 курганов «Красный-II», находится на расстоянии около 500 метров восточнее хутора Красного.
- Группа из 10 курганов «Красный-III», находится на расстоянии около 1200 метров юго-восточнее хутора Красного.
- Группа из трёх курганов «Красный-IV», находится в центре хутора Красного[5].